# 王騰 (右車騎将軍)
王 騰（おう とう、生没年不詳）は、五胡十六国時代の漢（後の前趙）の軍人。漢の皇帝劉粲らを殺害して漢天王を自称した靳準についていたが、丞相劉曜に寝返った。

## 生涯
漢に仕えて、右車騎将軍に任じられていた。
318年12月、左車騎将軍喬泰・衛将軍靳康・将軍馬忠らとともに靳準を殺害して、尚書令靳明を盟主に推戴した。侍中卜泰に伝国璽を奉じさせ、劉曜に降伏した。
これ以後、王騰の事績は史書に記されていない。